# Malaxis umbelliflora
Malaxis umbelliflora är en orkidéart som beskrevs av Olof Swartz. Malaxis umbelliflora ingår i släktet knottblomstersläktet, och familjen orkidéer. Inga underarter finns listade i Catalogue of Life.